# Athene Seyler
Pour les articles homonymes, voir Seyler.
Athene Seyler est une actrice britannique née le 31 mai 1889 à Londres (Royaume-Uni), et morte dans cette ville le 12 septembre 1990.

## Filmographie

### Au cinéma
- 1921 : The Adventures of Mr. Pickwick : Rachel Wardle
- 1923 : This Freedom : Miss Keggs
- 1931 : The Perfect Lady : Lady Westhaven
- 1932 : Tell Me Tonight : Mrs. Pategg
- 1933 : Early to Bed : Frau Weiser
- 1934 : Romance d'amour (Blossom Time) : l'Archi-duchesse
- 1934 : The Private Life of Don Juan : Theresa, l'aubergiste
- 1935 : The Rocks of Valpre : Tante Philippa
- 1935 : Drake of England : Élisabeth Ire
- 1935 : Royal Cavalcade : Élisabeth II
- 1935 : Moscow Nights : Madame Sabline
- 1935 : Scrooge : la femme de ménage de Scrooge
- 1936 : Sensation : Madame Henry
- 1936 : It's Love Again : Mrs. Durland
- 1936 : Southern Roses : Mrs. Rowland
- 1936 : Irish for Luck : la Duchesse
- 1937 : The Mill on the Floss : Mrs. Pullet
- 1937 : The Lilac Domino : Mme Alary
- 1937 : Non-Stop New York : Tante Veronica
- 1938 : Sailing Along : Victoria Gulliver
- 1938 : The Sky's the Limit : Miss Prinney
- 1938 : Jane Steps Out : Grand-mère
- 1938 : La Citadelle (The Citadel) : Lady Raebank
- 1938 : The Ware Case : Mrs Pinto
- 1939 : The Saint in London : Lizzy Buckley, la propriétaire
- 1940 : Young Man's Fancy : Milliner
- 1940 : Tilly of Bloomsbury : Mrs. Banks
- 1940 : Castle of Crimes
- 1941 : Quiet Wedding : Tante Mary
- 1943 : Dear Octopus : Tante Belle
- 1947 : Nicholas Nickleby (en) : Miss La Creevy
- 1948 : Le Destin de Léopold Ier (The First Gentleman) : Miss Knight
- 1949 : La Reine des cartes (The Queen of Spades) : Princesse Ivashin
- 1951 : The Franchise Affair : Tante Lin
- 1951 : Histoire de jeunes femmes (Young Wives' Tale) d'Henry Cass : Nounou Gallop
- 1952 : Made in Heaven : Miss Honeycroft
- 1952 : Secret People : Mrs. Reginald Kellick
- 1952 : Treasure Hunt : Consuelo Howard
- 1952 : The Pickwick Papers : Miss Witherfield
- 1953 : The Beggar's Opera : Mrs. Trapes
- 1954 : For Better, for Worse : Miss Mainbrace
- 1954 : The Weak and the Wicked : Millie Williams
- 1955 : L'Abominable Invité (As Long as They're Happy): Mrs. Arbuthnot
- 1956 : Peine capitale (Yield to the Night) : Miss Bligh
- 1957 : Rendez-vous avec la peur (Night of the Demon) : Mrs. Karswell
- 1957 : Toubib en liberté (Doctor at Large) : Lady Hawkins
- 1957 : Comment tuer un oncle à héritage (How to Murder a Rich Uncle) : Grand-mère
- 1957 : La Vallée de l'or noir (Campbell's Kingdom), de Ralph Thomas : Miss Abigail
- 1958 : Sous la terreur (A Tale of Two Cities) : Miss Pross
- 1958 : Happy Is the Bride : Tante Harriet
- 1958 : L'Auberge du sixième bonheur (The Inn of the Sixth Happiness) : Jeannie Lawson
- 1960 : A French Mistress : Beatrice Peake
- 1960 : Make Mine Mink : Dame Beatrice
- 1961 : The Girl on the Boat : Mrs. Hignett
- 1961 : Visa pour Canton (Passport to China) de Michael Carreras : Mao Tai Tai
- 1961 : François d'Assise (Francis of Assisi) : tante Buona
- 1962 : Une histoire de Chine (Satan Never Sleeps) : sœur Agnes
- 1962 : Two and Two Make Six : tante Phoebe
- 1962 : Choc en retour (I Thank a Fool) : tante Heather
- 1963 : Nurse on Wheels : Miss Farthingale

### À la télévision
- 1937 : Love and How to Cure It
- 1938 : Winter Sunshine : Sophie Lucas
- 1938 : Many Waters
- 1938 : The Breadwinner
- 1939 : Johnson Was No Gentleman : Mrs. Peters
- 1963 : Tin Pan Alice
- 1964 : Chapeau melon et bottes de cuir : Cynthia (Le Piège à rats idéal) et Docteur Sheldon (La Mangeuse d'homme du Surrey).